# Jean-Charles Chapais
Jean-Charles Chapais (ur. 2 grudnia 1811, zm. 17 lipca 1885) – kanadyjski polityk wywodzący się z Quebecu, konserwatysta. Będąc uczestnikiem konferencji w Quebecu zaliczany jest do grona Ojców Konfederacji.
Chapais początkowo był rolnikiem, a następnie kupcem i finansistą. W politykę zaangażował się w 1851, startując w wyborach do Rady Legislacyjnej Prowincji Kanady. Deputowanym pozostał do czasów Konfederacji. Do 1873 był deputowanym do Izby Gmin. W czasie konferencji w Quebecu zajmował się problemami rolnictwa i robót publicznych. W pierwszym rządzie Johna Macdonalda sprawował funkcję ministra rolnictwa. W 1867 uzyskał nominację do Senatu. Senatorem pozostał do śmierci w 1885.